# Jedna noc
Jedna noc (jap. ひとよ Hitoyo) – japoński dramat filmowy w reżyserii Kazuyi Shiraishiego ze scenariuszem Izumiego Takahashiego, oparty na sztuce scenicznej Yūko Kuwabary. Miał swoją premierę 8 listopada 2019 roku.
W Polsce film został po raz pierwszy zaprezentowany 25 listopada 2020 roku podczas Festiwalu Filmowego Pięć Smaków.

## Obsada
- Takeru Satō jako Yūji Inamura
- Ryōhei Suzuki jako Daiki Inamura
- Mayu Matsuoka jako Sonoko Inamura
- Takuma Otō jako Susumu Marui
- Mariko Tsutsui jako Yumi Shibata
- Yōsuke Asari jako Yōichi Utagawa
- Hanae Kan jako Maki Ushiku
- Megumi jako Fumiko Inamura
- Daigo jako Jun’ya Tomokuni
- Kuranosuke Sasaki jako Michio Dōshita
- Hajime Inoue jako Yūichi Inamura
- Yūko Tanaka jako Koharu Inamura

## Nagrody
| Nagroda                    | Kategoria                        | Nominowany                                                      | Wynik      | Źródło |
| -------------------------- | -------------------------------- | --------------------------------------------------------------- | ---------- | ------ |
| 41. Yokohama Film Festival | Najlepszy film japoński (Top 10) | Jedna noc                                                       | 7. miejsce | [ 4 ]  |
| 62. Blue Ribbon Award      | Najlepsza aktorka drugoplanowa   | Megumi                                                          | Wygrana    | [ 5 ]  |
| 15. Osaka Cinema Festival  | Najlepszy film japoński (Top 10) | Jedna noc                                                       | 3. miejsce | [ 6 ]  |
| 15. Osaka Cinema Festival  | Najlepszy scenariusz             | Izumi Takahashi                                                 | Wygrana    | [ 6 ]  |
| 93. Kinema Junpō Best Ten  | Najlepszy film japoński (Top 10) | Jedna noc                                                       | 7. miejsce | [ 7 ]  |
| 93. Kinema Junpō Best Ten  | Nagroda Gildii Reżyserów Japonii | Kazuya Shiraishi (za Jedna noc, Nagimachi, Mahjong hōrōki 2020) | Wygrana    | [ 7 ]  |